# Operacja Kolombo

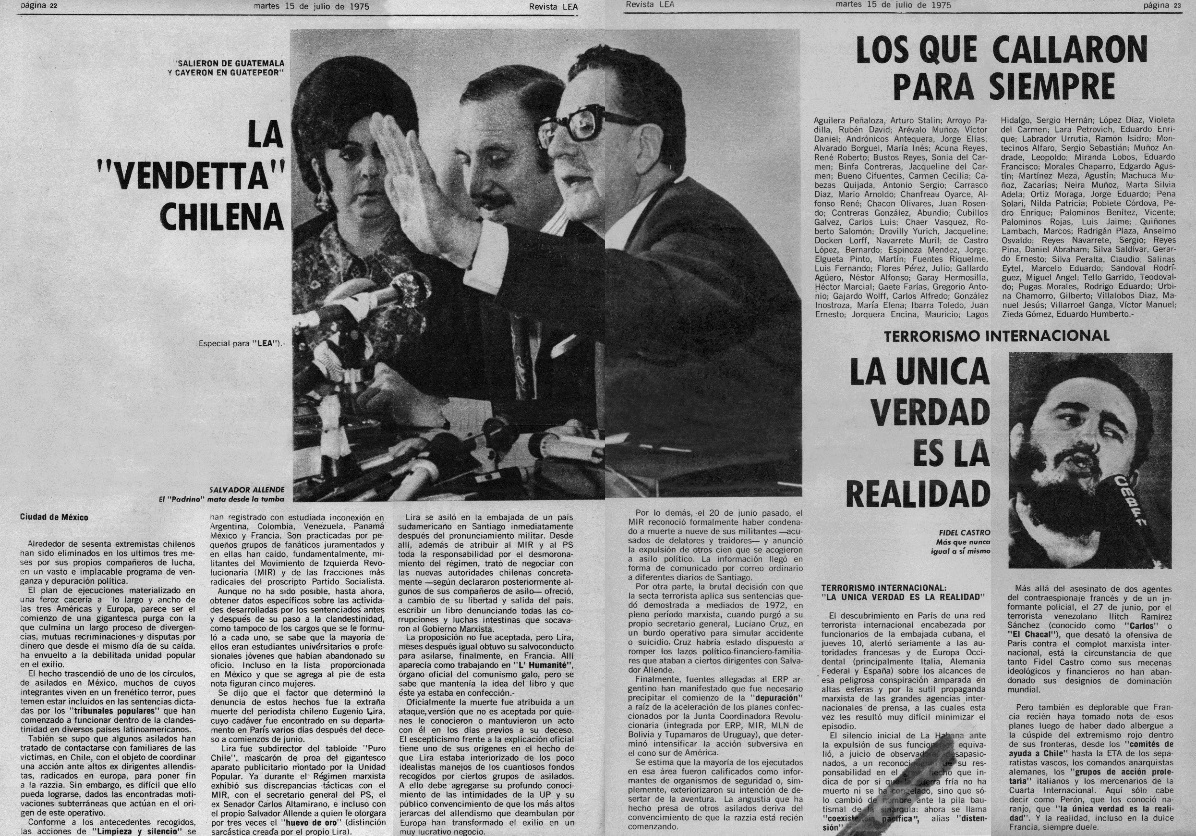
Artykuł o Operacji Kolombo w gazecie Revista Argentina

Operacja Kolombo – nazwa tajnej operacji podjętej przez DINA (tajna chilijska policja) w 1975, mającej na celu zwalczanie opozycji politycznej w Chile.
Operacja przyczyniła się do „zniknięcia” politycznych dysydentów. Szacuje się, że podczas niej 119 osób zostało aresztowanych przez siły rządowe, a następnie poddanych torturom i zamordowanych. Rząd próbował ukryć morderstwa. Twierdzono, że porwane osoby ginęły w wewnętrznych porachunkach lewicowej partyzantki za granicą (Kolumbia, Wenezuela, Panama, Meksyk, również Francja). Potwierdzeniem tej tezy miały być artykuły przedrukowywane z zagranicznej prasy. W tym celu stworzono w Brazylii gazetę  „O’Dia”, w Argentynie czasopismo „Lea”. 
W grudniu 2005 uznano, że stan zdrowia byłego dyktatora Augusto Pinocheta, który przewodniczył reżimowi w Chile w czasach tej operacji, pozwala na wytoczenie mu procesu.